# Markéta Prášková
Markéta Prášková (* 23. srpna 1981 Ledeč nad Sázavou) je česká spisovatelka žánru fantasy a historické prózy.

## Životopis
V roce 2007 dokončila pedagogickou fakultu Univerzity Hradec Králové. Od té doby pracuje ve školství. Již za studií na vysoké napsala první knihy fantasy série Klobouky z Agarveny, jejíž první dva díly vydalo v roce 2007 a 2008 v nakladatelství Fragment. O pět let později si celou čtyřdílnou knižní sérii převzalo nakladatelství Grada.
V roce 2020 přidala knihu Mágové z Agarveny – Prokletá pevnost, která je již určena pro starší čtenáře.
V roce 2022 vyšla v nakladatelství MOBA rodinná sága Balada o snech. Tato kniha zpracovává mj. téma kolektivizace v 50. letech 20. století a vychází ze skutečných reálií.
Autorka žije ve Světlé nad Sázavou, je vdaná a má tři děti. Kromě literatury se aktivně věnuje hudbě.

## Dílo

### Povídky
- Poslední volba (Cena Karla Čapka, 8. místo, 2006)
- Znamení samoty (Cena Karla Čapka, 11. místo 2009)
- Vůdce (Cena Karla Čapka, 13. místo, 2009)

### Knižní série

#### Klobouky z Agarveny
- Rodinné tajemství, Fragment, 2007, fantasy román (ISBN 9788025304273)
- Země čarodějů, Fragment, 2008, fantasy román (ISBN 9788025306390)
- Rodinné tajemství, Grada, 2013, fantasy román, znovuvydáno (ISBN 9788024750262)
- Země čarodějů, Grada, 2013, fantasy román, znovuvydáno (ISBN 9788024750279)
- Bílá věštba, Grada, 2013, fantasy román (ISBN 9788024750286)
- Princezna a hvězda, Grada, 2013, fantasy román (ISBN 9788024750293)

#### Mágové z Agarveny
- Prokletá pevnost, Fragment, 2020, fantasy román (ISBN 9788025345917)

### Romány
- Balada o snech, MOBA, 2022, společensko-historický román (ISBN 9788027902705)